# 지역패권에 의한 평화 목록
지역패권에 의한 평화는 "팍스"(라틴어: Pax - 평화)와 제국의 라틴어 이름을 합성하여 그 시대의 제국이나 국가의 패권에 의한 안정, 평화적이었던 시대를 일컫는 용어로 표현하는데 이러한 지역패권에 의한 평화 목록은 다음과 같다.

## 팍스의 정의
팍스(라틴어: Pax)란 라틴어로 평화를 의미한다. 하지만 지역패권에 의한 평화를 지칭할 때의 팍스(ex:팍스 로마나 등)는 강력한 세력의 전쟁억지력에 의해 전쟁이나 갈등, 분쟁이 발생하지 않는 소극적 평화 혹은 가짜 평화를 의미한다.

## 지역패권에 의한 평화 목록

### 팍스 로마나

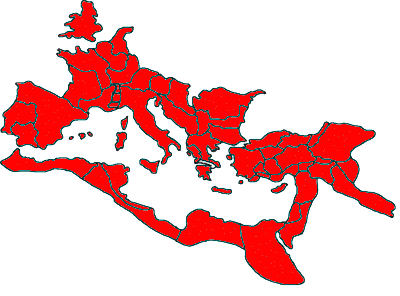
트라야누스 시기의 로마 제국의 영토

팍스 로마나'(라틴어: Pax Romana) 또는 로마의 평화는 로마 제국이 전쟁을 통한 영토 확장을 최소화하면서 오랜 평화를 누렸던, 1세기와 2세기경의 시기를 말한다. 초대 황제인 아우구스투스가 통치하던 시기부터 시작되었기 때문에 ‘아우구스투스의 평화(Pax Augusta)’로 불리기도 한다. 대체적으로 기원전 27년에서 180년까지의 기간을 의미한다.
이 시기는 고대 로마 역사상 유례없는 태평성대이긴 하였으나, 군사적인 충돌도 일어났다. 황제들은 이따금 발생하는 속주의 반란에 대처해야 했으며, 국경 지역에서는 소소한 교전이나 대규모 정복 전쟁이 벌어지기도 했다. 트라야누스는 파르티아와 전쟁을 치렀으며, 마르쿠스 아우렐리우스는 통치 후반기를 대부분 게르마니아 전선 등 최전선에서 지냈다. 또한 로마의 평화는 로마제국의 지배계급들에게는 태평성대였지만, 로마제국의 지배를 받던 식민지 민중들에게는 로마의 평화유지를 위한 로마의 폭력과 착취로 고통받는 제국주의 체제였다.

### 팍스 몽골리카

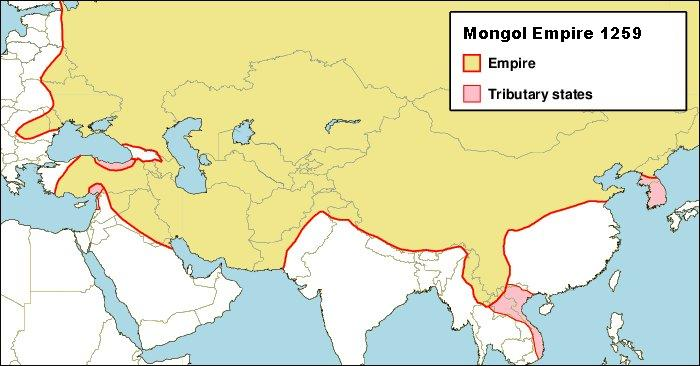
몽케 칸 시기의 몽골 제국의 영토와 종속국.

팍스 몽골리카(라틴어: Pax Mongolica) 또는 팍스 타타리아는 라틴어로 "몽골의 평화"를 의미한다. 이는 서구권 학자들이 팍스 로마나처럼 만든 용어로 몽골 제국이 정복을 하면서 사회적, 문화적, 경제적으로 13~14세기에 유라시아에 안정을 가져다 온 기간을 정의한다.
칭기즈 칸의 원정과 그의 후손들이 효율적으로 동양과 서양을 연결하고, 동아시아부터 동유럽까지 영토를 지배하였다. 이 시기에는 실크로드를 통해 아시아와 유럽에 무역을 연결시키고 이를 몽골 제국의 권력의 아래에 관할하였다.
팍스 몽골리카 말에는 몽골 제국의 정치적 분열(원나라, 킵차크 한국, 일 한국, 차가타이 한국, 우구데이 한국)과 흑사병이 아시아에서 무역로를 통해 유럽과 전세계로 퍼지게 된다.

### 팍스 브리타니카

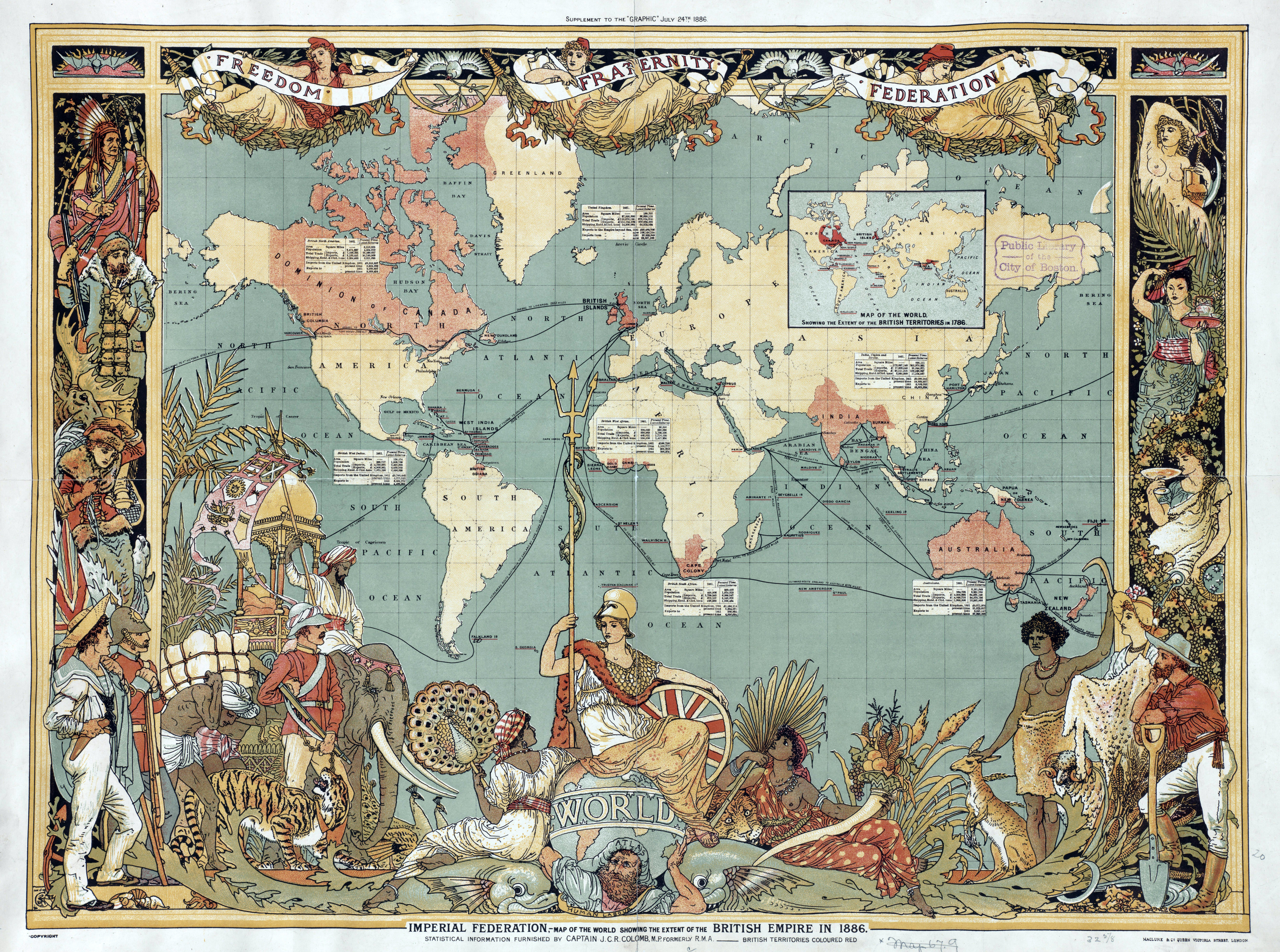
1886년, 대영제국의 지도로 빨간색으로 표시를 했다.

팍스 브리타니카(라틴어: Pax Britannica)는 라틴어로 ‘영국에 의한 평화’를 의미하는 용어로서, 일반적으로 대영 제국이 세계 대부분의 주요 해상 무역로들을 관리하면서 사실상 다른 나라는 범접할 수 없을 정도로 강력한 해상 장악권을 구가하여 유럽이 상대적으로 평화로웠던 시기(1815년 - 1914년)를 가리킨다. 1815년 워털루 전투 이후 영국이 대외 팽창주의를 본격적으로 추구하기 시작하면서 영국 제국주의 시대가 도래하였다. 이때부터 팍스 브리타니카의 시대가 시작된 것이다.

### 팍스 시니카
팍스 시니카(라틴어: Pax Sinica)는 중국에 의한 평화라는 라틴어의 뜻으로 중국의 패권에 의해 동아시아에 평화가 오는 것을 의미한다. 특히 한나라, 당나라, 명나라, 청나라의 경우 중화 문명을 계승하고 이를 유지하여 그 주변 지역의 안정과 평화를 유지했다. 한나라의 경우 팍스 로마나 시대 당시 로마 제국과 시기가 일치한다.
한나라 때는 정치, 경제, 문화, 과학, 상업, 군사의 발전이 보였는데 특히 한무제때 서역과의 무역의 욕구를 더욱 자극해 이는 실크로드의 발달을 이끌기에 충분했다. 또한 이때의 팍스 시니카는 팍스 로마나의 쇠약과 같은 시기에 쇠약해졌다.

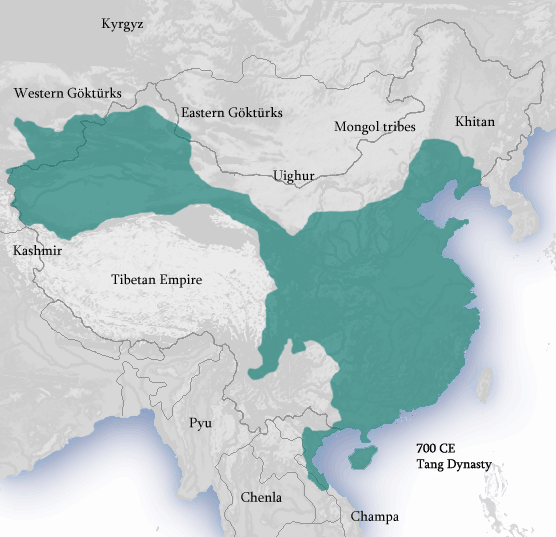
700년 당나라의 영토.

당나라 시대때에도 또 다른 팍스 시니카가 진행되었다.
이때는 중국의 황금기이기도 한데, 당 태종의 경우 정관지치라 하여 당나라 때 황금기를 이끌었다. 이 때는 서역(서돌궐, 투판, 설연타)을 정벌하고, 동돌궐과 고구려를 공격하는 등 군사적인 성과 와 서역의 경우 실크로드 무역로의 거점을 장악하여 그 주변을 보호하여 실크로드 무역의 활성화를 이끌어 상업적인 성과도 같이냈다. 당나라의 수도 장안으로는 인구가 100만명이 넘게 사는 등 중세 최대의 도시 중 하나였으며, 발해, 신라, 일본, 탕구트, 토번, 돌궐, 위구르, 참파 등의 사신과 상인들이 넘나들던 곳이기도 하였다.
한편 오늘날에는 경제대국이 된 중국이 자신의 뜻대로 세계질서를 개편하여 중국이 주도하는 시대가 된다는 뜻이다. 팍스(Pax)는 라틴어로 평화라는 뜻이고, 시니카(Sinica)는 중국이라는 뜻이다. 세계은행의 보고서에 따르면 중국이 이르면 2020년에 GNP 부문에서 미국을 역전하고 세계 최고의 경제대국이 될 것이라고 예측한다.
한국경제신문에 따르면 중국은 재정 위기를 겪고 있는 스페인 국채를 대량 매입해 유럽의 큰손으로 떠올랐다. 2003년부터 2007년까지 매년 두 자리수 성장율을 기록하는데, 다른 OECD 회원국들에 비하면 무서울 정도다. 중국은 이를 바탕으로 위안화를 기축통화로 만들기 위해 노력하고 있다.
반면 고령화가 심각하게 진행되고, 빈부격차가 극심한 점은 중국의 주도에 방해가 되고 있지만 대부분 중국이 향후 미국을 대체할 수 있다는 의견에는 큰 이견이 없다. 닐 퍼거슨 하버드대 교수는 "중국은 최근 세계 경제의 중심에 더 빠르게 다가섰다"고 말했다.

### 팍스 아메리카나

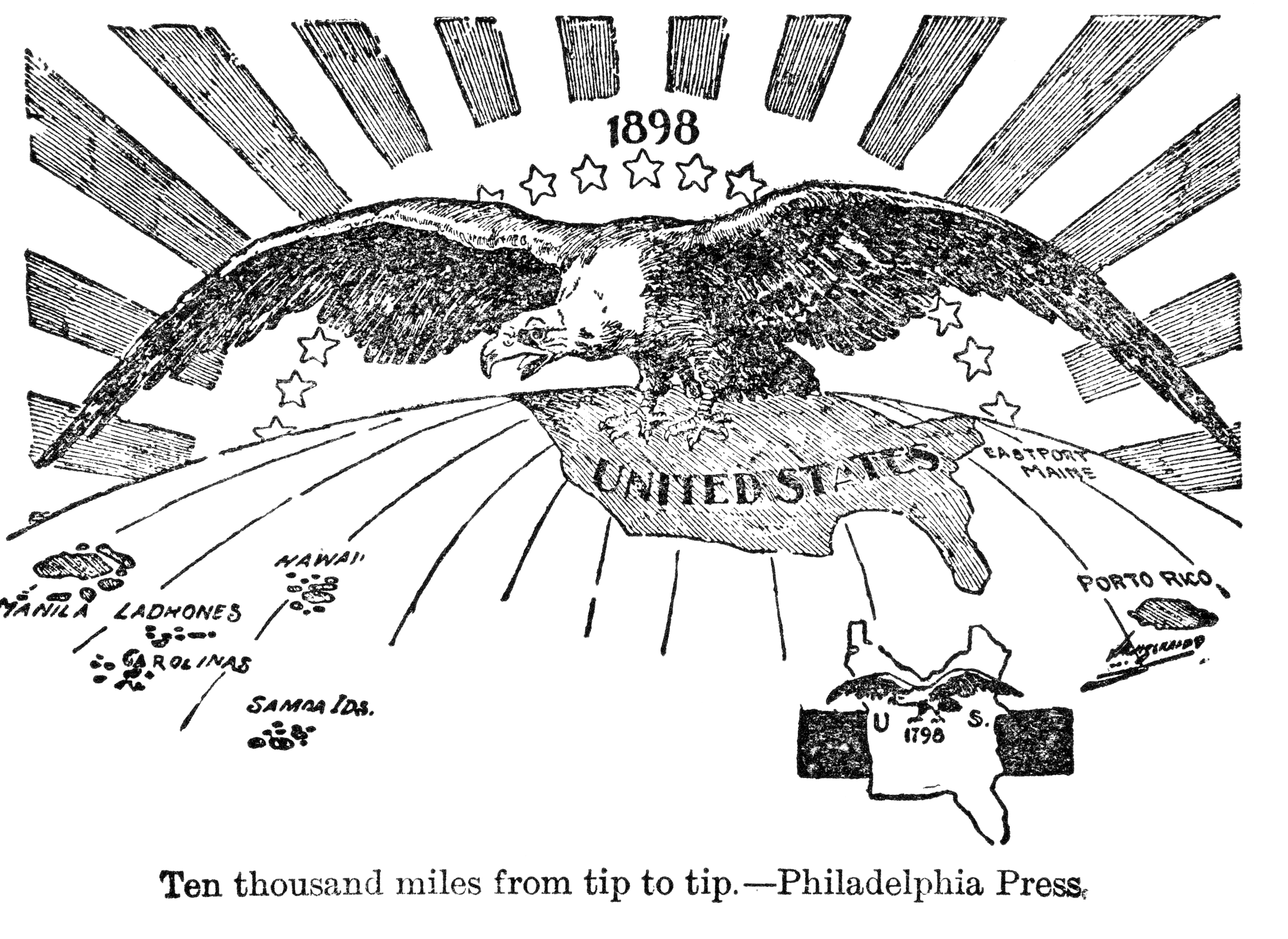
1898년 발행된 카툰 : "1만 마일의 끝에서 끝까지"라는 제목의 카툰은 미국(대머리 독수리)의 지배권이 푸에르토리코에서 필리핀까지의 확장을 의미한다.

팍스 아메리카나(라틴어: Pax Americana, 아메리카의 평화)는 20세기 후반부 서양세계의 평화와 관련한 역사적 개념이다. 미국의 역사에서 종종 남북 전쟁 이후의 시기를 의미하는 경우도 있지만, 대개는 세계의 역사에서 제2차 세계대전 이후 미국이 강력한 국력을 바탕으로 미국 제국주의적인 정책을 추진한 것을 뜻한다.
팍스 아메리카나라는 용어가 일반적으로 사용되기 시작한 것은 제2차 세계대전이 끝난 1945년 이후이다. 팍스 아메리카나는 로마 제국의 팍스 로마나, 영국 제국의 팍스 브리타니카와 같이 세계적 패권 국가로서의 미국을 비유하는데 쓰인다.
이 평화라는 의미의 팍스(라틴어: Pax)는 국제 정치에서 중심국가의 지배에 의해 주변국가가 평화를 유지한다는 뜻으로, 군사 개입이나 경제적 통제를 통한 중심국의 완결된 패권주의 체제를 말한다. 역사상 팍스 체제는 로마 제국의 팍스 로마나, 영국 제국의 팍스 브리타니카 등과 현재 진행 중인 팍스 아메리카나를 들 수 있다.

### 팍스 히스파니카

스페인 제국의 영토를 표시한 지도.

팍스 히스파니카(라틴어: Pax Hispanica)는 히스파니아에 의한 평화, 즉 히스파니아(에스파냐)가 주관, 만들어가는 평화란 뜻이다 대략 1598년에서 1621년까지의 시기를 말하는데, 이 평화는 에스퍄나가 프랑스, 영국, 네덜란드와의 경쟁에서 우위를 차지함으로 이루어졌다.

## 같이 보기
- 패권
- 평화
- 제국
- 정치지리학
- 평화

## 참조
1. ↑  요한 크리스토프 아놀드, 이진권 역, 《평화주의자 예수》, 샨티, 2006년, ISBN 89-91075-32-0
2. ↑  Akira Hayami, Osamu Saitō, Ronald P. Toby, The Economic History of Japan, 1600-1990: Emergence of economic society in Japan, 1600-1859, Oxford University Press, 2004, p. 87
3. ↑  Aao Arashi, The City culture and Ukiyo-e(centrally works of hiroshige)in Tokugawa shogunate., 2004 , p. 11
4. ↑  디오 카시우스. 《로마사, 68권》 (html) (영어).
5. ↑  디오 카시우스. 《로마사, 72권》 (html) (영어).
6. ↑  강도죄를 지은 자가 아닌, 로마제국의 지배에 항의하는 민중, 특히 열심당원들을 뜻함.
7. ↑  비폭력적이던, 폭력적이던 저항하는 식민지 민중들에 대한 폭력. 유대 독립 전쟁 당시 로마의 폭력을 경험한 기독교인들에 의해 쓰인 신약성서의 마가복음서는 이를 군대귀신이라는 종교적 단어로 표현한다. 예수와 두 강도[6] 가 본시오 빌라도 또는 본티오 빌라도에 의해 십자가형에 처해졌다는 사복음서의 보도는 로마제국이 로마의 평화를 위협한다고 여겨지는 민중들을 가혹하게 탄압했음을 암시한다.
8. ↑  로마의 평화가 유지되려면 로마제국의 민중들에게 빵과 서커스를 제공해야 했으므로, 이를 위한 착취가 식민지에서 일어났다.
9. ↑  로마의 평화가 폭력과 착취로 유지되는 가짜 평화라는 사실은 마르크스주의 사회학을 성서 읽기에 응용한 종교학자 리처드 호슬리의 저서《예수와 제국》에서 자세히 설명되고 있다.
10. ↑  Michael Prawdin. The Mongol Empire: its rise and legacy. New Brunswick: Transaction, 2006. p.347
11. ↑  Charlton M. Lewis and W. Scott Morton. China: Its History and Culture (Fourth Edition). New York: McGraw-Hill, 2004. Print. p.121
12. ↑  Laurence Bergreen. Marco Polo: From Venice to Xanadu. New York: Vintage, 2007. Print. p.27-28
13. ↑  Porter, p. 332.
14. ↑  Plott, John C. (1989). 《Global History of Philosophy》. Delhi: Motilal Banarsidass. 57쪽. ISBN 9788120804562.
15. ↑  Krech III, Shepard; McNeil, J.R.; Merchant, Carolyn, 편집. (2004). 《Encyclopedia of world environmental history》. New York: Routledge. 135쪽. ISBN 9780415937337.
16. 1 2 3 4 5 6  Mahbubani, Kishore (2009). 《The New Asian Hemisphere: The Irresistible Shift of Global Power to the East.》. New York: PublicAffairs. 149쪽. ISBN 9781586486280.
17. ↑  한국경제신문 생글생글, 2011년 8월 15일
18. ↑  Joseph S. Nye, Jr., The Changing Nature of World Power. Political Science Quarterly, The Academy of Political Science, Vol. 105, No. 2 (Summer, 1990), pp. 177-192
19. ↑  Annals of the American Academy of Political and Social Science. Philadelphia: Published by A.L. Hummel for the American Academy of Political and Social Science, 1917. "Pax Americana", George W. Kihchwey. Page 40+.
20. ↑  엘리스 암스덴, 김종돈 역, 《어둠 속의 코끼리 팍스 아메리카나 - 미국의 대외 경제정책, 전세계를 위기에 빠뜨리다》, 모티브북, 2008년, ISBN 89-91195-22-9
21. ↑  Harper's Magazine. 1885. "The Federal Union", Page 413.
22. ↑  이재기, 《국제무역론》, 한울출판사, 2004년 ISBN 89-8325-658-3, 71쪽

### 저서
- Porter, Andrew (1998). 《The Nineteenth Century, The Oxford History of the British Empire Volume III》. Oxford University Press. ISBN 0-19-924678-5. 2009년 7월 22일에 확인함.